# Permarachne
Permarachne – rodzaj wymarłych pajęczaków z rzędu Uraraneida, jedyny z monotypowej rodziny Permarachnidae. Obejmuje tylko jeden gatunek, Permarachne novokshonovi. Żył w permie na terenie obecnej Rosji.

## Taksonomia
Rodzaj i gatunek typowy opisane zostały po raz pierwszy w 2005 roku przez Kiriłła Jeśkowa i Paula A. Seldena na łamach „Bulletin of the British Arachnological Society”. Opisu dokonano na podstawie datowanej na kungur w permie skamieniałości odnalezionej w odsłonięciu Krutaja Katiuszka formacji Koszeliewka na lewym brzegu Bardy w Rosji. Nazwa rodzajowa to połączenie nazwy okresu z greckim arachne, oznaczającym „pająk”, natomiast epitet gatunkowy nadano na cześć paleontologa Wiktora Nowokszonowa.
Jeśkow i Selden umieścili rodzaj w monotypowej rodzinie Permarachnidae, uznając ją za najstarszych, bazalnych przedstawicieli pająków. W 2008 roku Selden i William A. Shear dokonali reinterpretacji skamieniałości (m.in. struktura uznana za kądziołek przędny okazała się być raczej biczykiem na końcu opistosomy), umieszczając ją wraz z dewońskim Attercopus w nowym rzędzie Uraraneida.

## Morfologia
Holotyp miał około 5 mm długości ciała. Prosoma miała wąskie sternum. Szczękoczułki były przewężone u podstawy, niemal okrągłe w widoku bocznym, zaopatrzone w nagie pazury przypuszczalnie nieodbiegające długością od członu nasadowego. Przednia krawędź bruzdy szczękoczułka miała nie mniej niż sześć ostrych ząbków. Wygląd nogogłaszczków nie jest znany, ale zachowały się szczecinki pochodzące przypuszczalnie z ich bioder. Odnóża kroczne wszystkich par były podobnej budowy, przysadziste, delikatnie owłosione. Kolejność par od najdłuższej do najkrótszej to: IV, III, II, I. Na goleniach i nadstopiach występowały szeregi szczecinek makroskopowych. Stopy wieńczyły pary zakrzywionych pazurków. Opistosoma miała na spodzie przynajmniej sześć sternitów o prostych krawędziach przedniej i tylnej oraz zaokrąglonych krawędziach bocznych, ku tyłowi o coraz mniejszych rozmiarach. Wzdłuż krawędzi sternitów rozmieszczone były w poprzecznych szeregach czopki przędne, natomiast brak było kądziołków przędnych. Tylny koniec opistosomy wieńczył biczykowaty, wieloczłonowy, cylindryczny w przekroju telson.